# Улица Космонавтов (Апатиты)
Улица Космонавтов — улица Апатитов. Улица названа так честь первого полета в космос.

## История
Улицу начали строить в конце 50-х годов. К 1961 году часть зданий была уже построена и в честь первого полёта человека в космос, состоявшегося 12 апреля того же года, было решено назвать её улицей Космонавтов.

## Достопримечательности

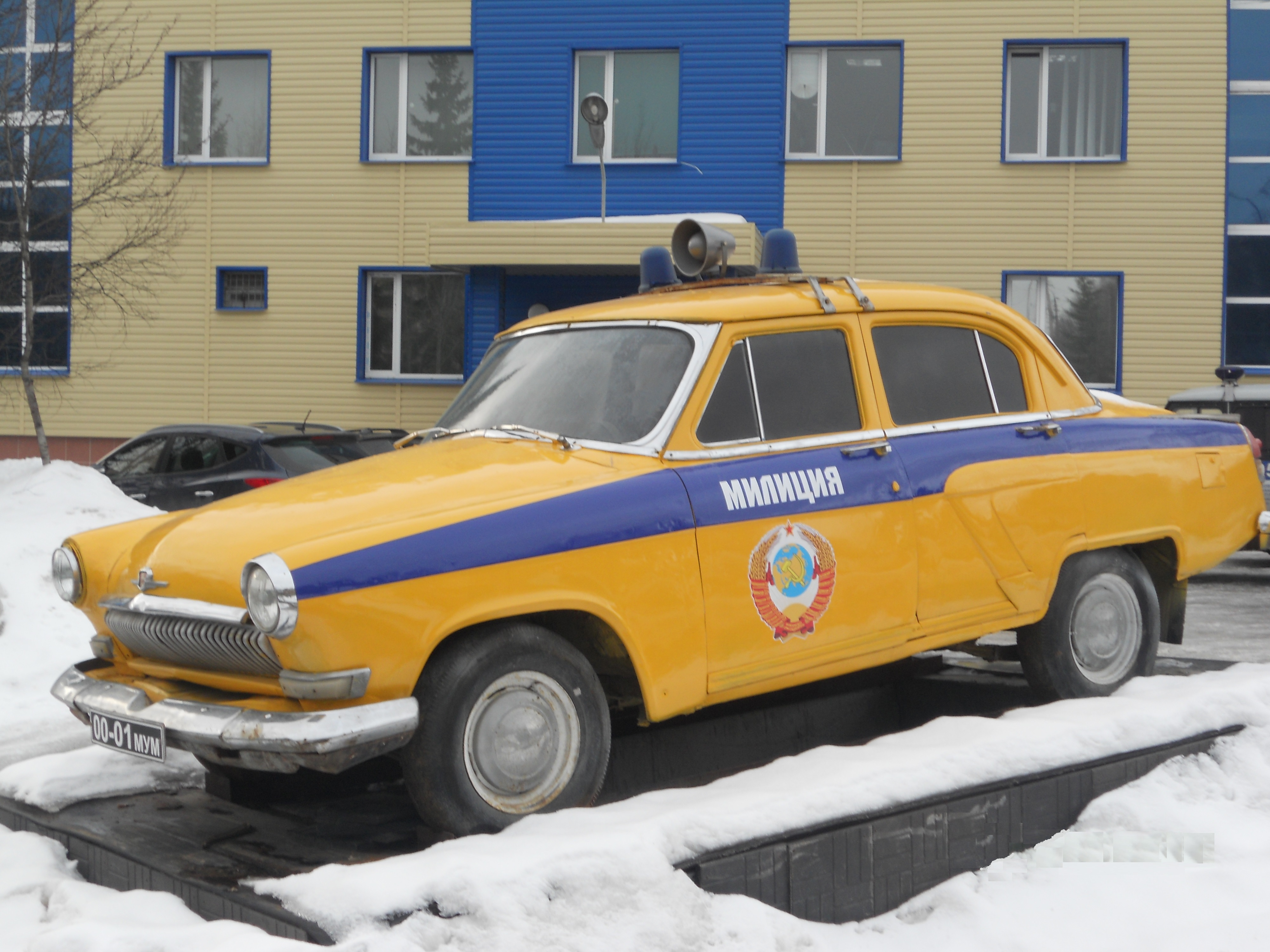
Милицейская машина «Во́лга» ГАЗ-21

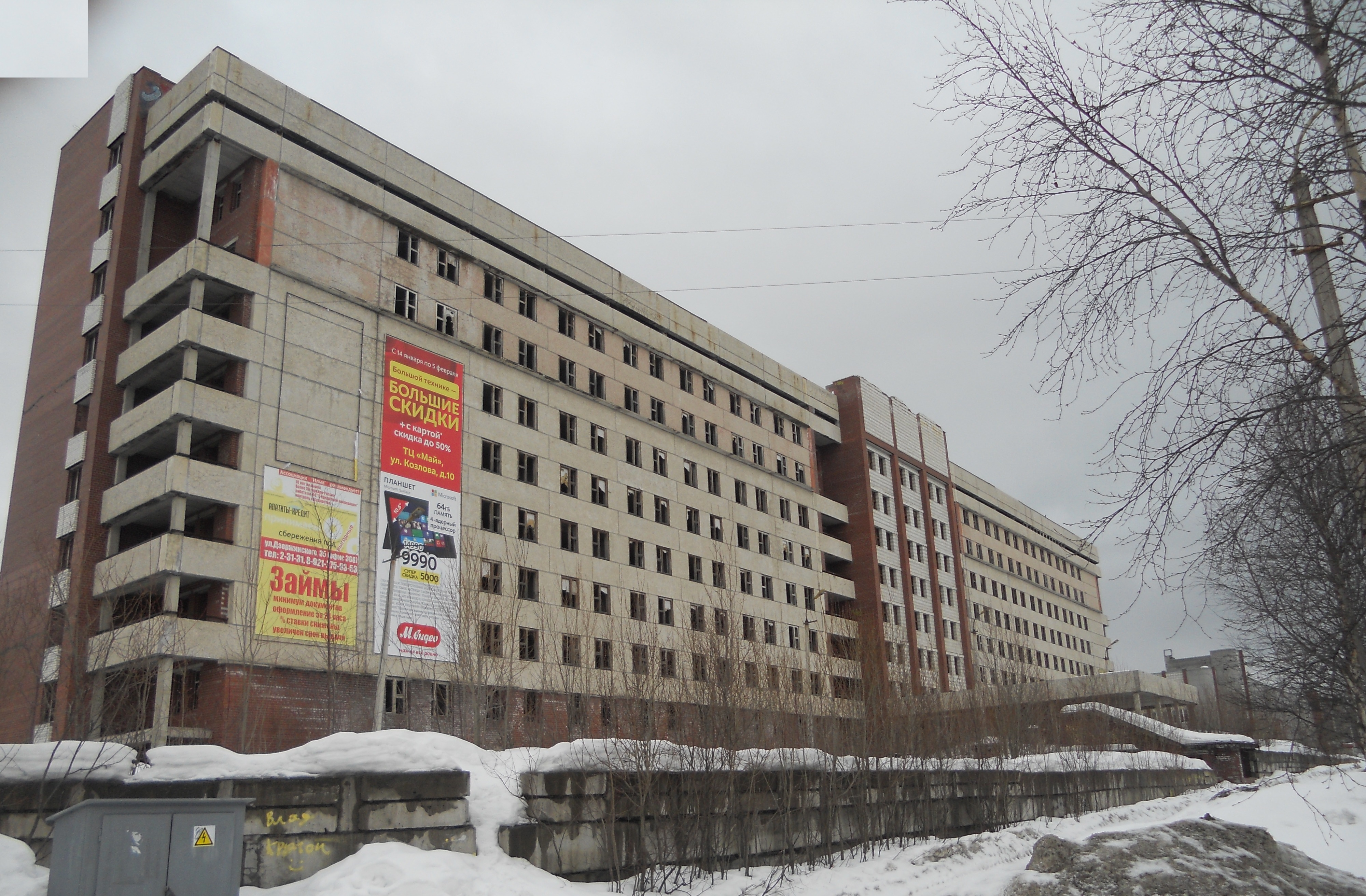
Недостроенный корпус Апатитской ЦГБ

- Напротив ОВД города Апатиты расположен «памятник» — милицейская машина времён СССР «Во́лга» ГАЗ-21.
- Около здания ОВД города Апатиты расположена «Стела в память о милиционерах, погибших при исполнении служебных обязанностей».
- Антидостопримечательность — законсервированный главный корпус Апатитской центральной городской больницы.

## Расположение улицы
Расположена улица в основной части города, проходя с севера на юг.
Начинается улица от перекрёстка с улицами Северной и Московской. От улицы Фестивальной до улицы Бредова имеет одностороннее движение. Заканчивается улица, упираясь в улицу Строителей.

## Пересекает улицы
- ул. Бредова
- ул. Дзержинского
- ул. Ленина
- ул. Московская
- пер. Московский
- ул. Северная
- ул. Строителей
- ул. Фестивальная

## Здания
- № 6 — ТЦ «Аметист».
- № 9а — Музыкальная школа.
- № 16 — МО МВД «Апатитский».
- № 19 — Школа № 2.
- № 21 — Апатитская центральная городская больница (ГОБУЗ АЦГБ).
- № 22 — Детское отделение АЦГБ.
- № 40 — универсам «РусАлко».

## Транспорт
По улице не курсирует городской транспорт.
В самом начале улицы расположена ж/д станция Апатиты-3. На сегодняшний день не действует.